# ألان بيترسون
ألان بيترسون (بالسويدية: Allan Pettersson)‏ هو عازف كمان ‏ وملحن وشاعر سويدي، ولد في 19 سبتمبر 1911 في بلدية أبلاندس-برو في السويد، وتوفي في 20 يونيو 1980 في ستوكهولم في السويد بسبب سرطان.

## وصلات خارجية
- ألان بيترسون على موقع IMDb (الإنجليزية)
- ألان بيترسون على موقع الموسوعة البريطانية (الإنجليزية)
- ألان بيترسون على موقع ميوزك برينز (الإنجليزية)
- ألان بيترسون على موقع أول ميوزيك (الإنجليزية)
- ألان بيترسون على موقع ديسكوغز (الإنجليزية)